# Eric André

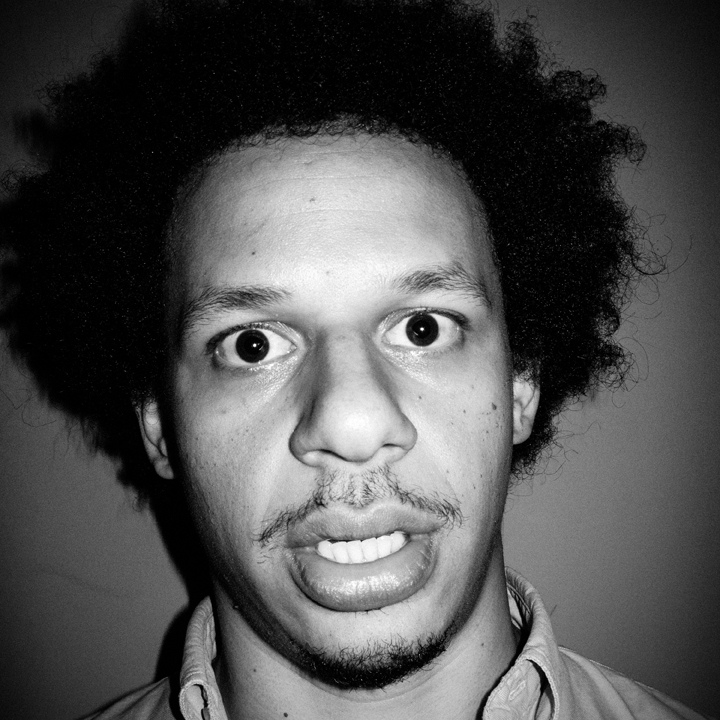
Eric André (2012)

Eric André (* 4. April 1983 in Boca Raton, Florida) ist ein US-amerikanischer Schauspieler und Komiker mit Wurzeln in Haiti.

## Leben und Karriere
Eric André wurde 1983 in Boca Raton als Sohn eines Haitianers und einer Amerikanerin geboren. Nachdem er 2001 die Dreyfoos School of Arts erfolgreich abgeschlossen hatte, besuchte er anschließend das Berklee College of Music in Boston, wo er Kontrabass spielte. 2005 schloss er es mit einem Bachelor-Grad ab.
Seit 2007 ist André als Schauspieler aktiv. Er tritt vor allem in US-amerikanischen Sitcoms auf, darunter The Big Bang Theory oder Zeke und Luther. Bekanntheit erlangte er durch seine wiederkehrenden Rollen in den Serien Apartment 23 als Mark Reynolds und als Deke in 2 Broke Girls.
Seit 2012 läuft auf dem Sender Adult Swim die von ihm erdachte und präsentierte The Eric Andre Show, die zum Genre der Surrealkomik gezählt werden kann und etwa klassische Late-Night-Shows der USA parodiert. Seit 2015 ist André in der Serie Man Seeking Woman zu sehen. Seit 2018 leiht er der Figur des Dämon Luci in der Netflix-Zeichentrickserie Disenchantment seine Stimme.

## Persönliches
Seit dem Jahr 2016 führte er eine Beziehung mit der Schauspielerin Rosario Dawson. Sie trennten sich im November 2017.
André betreibt seit 2012 Transzendentale Meditation. Er lebt in Echo Park, einem Stadtteil von Los Angeles. André unterstützt die Black-Lives-Matter-Bewegung und warb für Bernie Sanders bei der Präsidentschaftswahl in den Vereinigten Staaten 2020.

## Filmografie
- 2007: Crime Scene Riviera (Section de recherches, Fernsehserie, Episode 2x03)
- 2009: Kyomedy with Melinda Hill (Kurzfilm)
- 2009: Lügen macht erfinderisch (The Invention of Lying)
- 2009: Lass es, Larry! (Curb Your Enthusiasm, Fernsehserie, 2 Episoden)
- 2010: The Lonely Death of the Giggler (Kurzfilm)
- 2010: Laugh Track Mash-ups (Fernsehserie, Episode 1x03)
- 2010: Thin Skin (Kurzfilm)
- 2010: The Big Bang Theory (Fernsehserie, Episode 4x08 21 Sekunden)
- 2010: Stereotypical 80's Movie Gangs (Kurzfilm)
- 2011: In the Flow with Affion Crockett (Fernsehserie)
- 2011: Zeke und Luther (Zeke and Luther, Fernsehserie, Episode 3x15)
- 2011: Hot in Cleveland (Fernsehserie, Episode 2x22)
- 2011: Level Up (Fernsehfilm)
- 2011: FCU: Fact Checkers Unit (Fernsehserie, Episode 2x03)
- 2012: Should've Been Romeo
- 2012: Promos (Fernsehserie)
- 2012: Inland Empire (Fernsehfilm)
- 2012–2013: Apartment 23 (Don’t Trust the B---- in Apartment 23, Fernsehserie, 21 Episoden)
- seit 2012: The Eric Andre Show (Fernsehserie, Episode 6x10 + 3 special)
- 2013: La Balade de Lucie (Fernsehfilm)
- 2013: Prakti.com (The Internship)
- 2013: Convention Panels (Fernsehserie)
- 2013–2014: 2 Broke Girls (Fernsehserie, 8 Episoden)
- 2014: Story Pig (Fernsehserie, Episode 1x03)
- 2014–2015: Lucas Bros. Moving Co. (Fernsehserie, 7 Episoden, Stimme)
- 2015: Robot Chicken (Fernsehserie, Episode 8x06, Stimme)
- 2015–2017: Man Seeking Woman (Fernsehserie, 25 Episoden)
- 2016: Animals. (Fernsehserie, Episode 1x03, Stimme)
- 2016: American Dad (Fernsehserie, Episode 11x05 Gefährliche Brandung, Stimme)
- 2016: Popstar: Never Stop Never Stopping
- 2016: Flock of Dudes
- 2016: Poser (Fernsehserie, Episode 1x01)
- 2017: Michael Bolton's Big, Sexy Valentine's Day Special
- 2017: Girls’ Night Out (Rough Night)
- 2018–2023: Disenchantment (Fernsehserie, Stimme)
- 2019: KRFT PUNK'S Political Party! (Fernsehserie)
- 2019: Der König der Löwen (The Lion King, Stimme)
- 2020: Mr. Bungle: The Night They Came Home
- 2021: Humour Resources (Fernsehserie)
- 2021: Bad Trip
- 2021: Die Mitchells gegen die Maschinen (The Mitchells vs. the Machines, Stimme)
- 2021: Archer (Fernsehserie, 3 Episoden, Stimme)
- 2021: Sing – Die Show deines Lebens (Sing 2, Stimme)
- 2022: The Righteous Gemstones (Fernsehserie)
- 2022: Jackass Forever
- 2022: Guillermo del Toro’s Cabinet of Curiosities (Fernsehserie, 1 Folge)
- 2023: Trolls – Gemeinsam Stark (Trolls Band Together, Stimme)
- 2025: Ironheart (Fernsehserie, 3 Folgen)
- 2025: Happy Gilmore 2